# Estudo Transcendental n.º 1

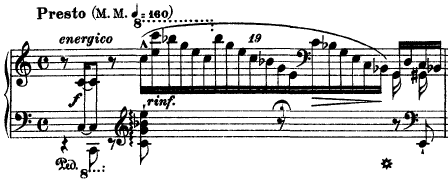
Compasso inicial do Estudo Transcendental n.º 1

O Estudo Transcendental n.º 1 "Prelúdio" em Dó Maior é o primeiro dos Estudos Transcendentais de Franz Liszt. É uma peça curta e que geralmente é tocada em menos de um minuto.

## O nome
Este Estudo recebe o nome "Prelúdio" porque ele é curto e serve como uma introdução aos Estudos Transcendentais; provavelmente Liszt escreveu-os com o intuito de serem executados um após o outro em concertos, e este primeiro Estudo seria uma leve introdução.

## Forma
Dós em oitavas iniciam a peça, e são imediatamente sucedidos de uma descida vertiginosa num arpejo de Dó com sétima menor (dó-mi-sol-si bemol). Uma furiosa sucessão de notas sobe o teclado até retornar aos "Dó"s em oitavas e o arpejo inicial se repete. A sessão de notas furiosas sobe o teclado ainda mais e termina com acordes marcados em fff. A mão esquerda toca alguns trillos, sucedidos de arpejos na mão direita. Após esta sessão, a peça finaliza com a mão esquerda descendo alguns acordes de modo um pouco lento, onde a mão direita responde subindo e descendo o teclado acompanhando o movimento da mão oposta, em arpejos de dó maior e lá menor, alternadamente. Então, após algumas sucessões e uma cadência plagal, a peça termina com um acorde triunfante de dó maior.